# Allain
Allain – miejscowość i gmina we Francji, w regionie Grand Est, w departamencie Meurthe i Mozela.
Według danych na rok 1990 gminę zamieszkiwały 353 osoby, a gęstość zaludnienia wynosiła 21 osób/km² (wśród 2335 gmin Lotaryngii Allain plasuje się na 703. miejscu pod względem liczby ludności, natomiast pod względem powierzchni na miejscu 273.).